# Gabriel Revel
Gabriel Revel, né à Château-Thierry le 10 mai 1643 et mort à Dijon le 8 juillet 1712, est un artiste peintre français.

## Biographie
C'est au sein d'une famille de peintres-verriers que Gabriel Revel reçoit ses premiers rudiments artistiques avant de monter à Paris.
Probablement sur recommandation de Jean de La Fontaine, originaire lui aussi de Château-Thierry,il saisit la chance de se former à Paris auprès de Charles Le Brun, dont il devient l’un des collaborateurs dévoués sur les chantiers royaux des années 1670 et 1680.
On le retrouve rapidement auprès de François Verdier, Claude Audran II et François Bonnemer avec lesquels il participe aux décors du navire de Louis XIV, le Soleil-Royal.
Après un voyage à Dijon en 1676, ville qu'il a peut-être fréquentée en faisant le voyage à Rome, il revient à Paris où il baptise, en 1677, une petite fille qu'il avait eu avec Jeanne Boudon, sa femme. Elle lui donnera aussi deux fils.
Bientôt spécialiste de portraits, il fut reçu à ce titre à l'Académie royale le 27 février 1683 pour ses deux morceaux de réceptions : les portraits du sculpteur Girardon et de Michel Anguier.
Bien que recevant ses premières commandes dans la capitale, l'artiste garde de profondes relations avec la ville de Dijon, puisqu'en 1688, il peint le plafond de la Chambre des requêtes du Parlement de Bourgogne avec une Allégorie de la Justice. Il s'installe définitivement en 1692, après la mort Le Brun. Il y importe un style académique classicisant déjà quelque peu dépassé à Paris et Versailles, mais très apprécié par les élites locales, qui souhaitent se montrer réceptives au « Grand Goût » développé sous le Grand Roi. Il y produit de nombreuses œuvres, tant d'histoire que de portraits. Dominique Brême a recensé près de cent tableaux signés par Gabriel Revel.

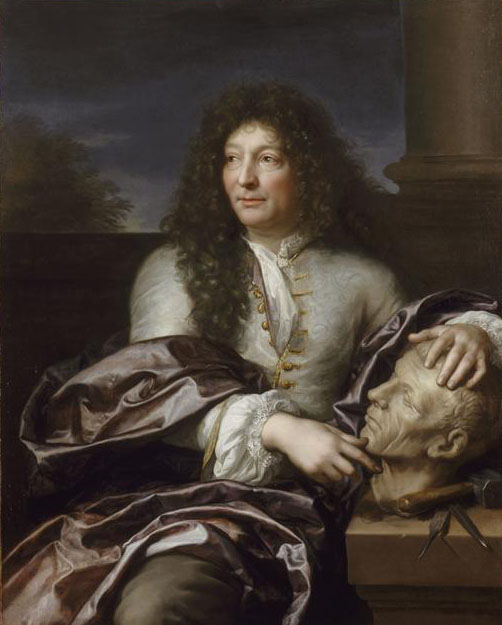
Portrait de François Girardon (vers 1683) Château de Versailles.
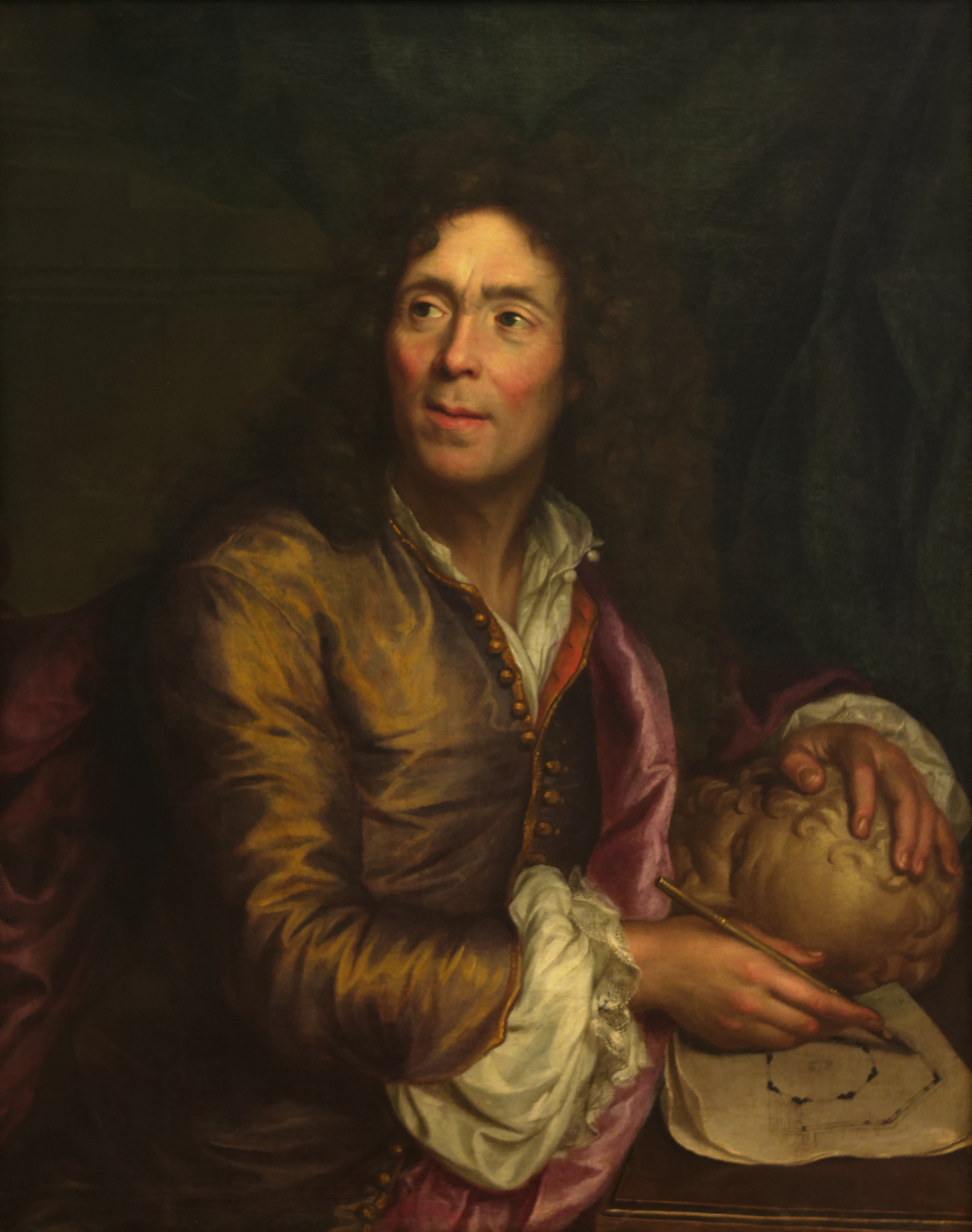
Portrait du sculpteur Jean Dubois musée des beaux-arts de Dijon.
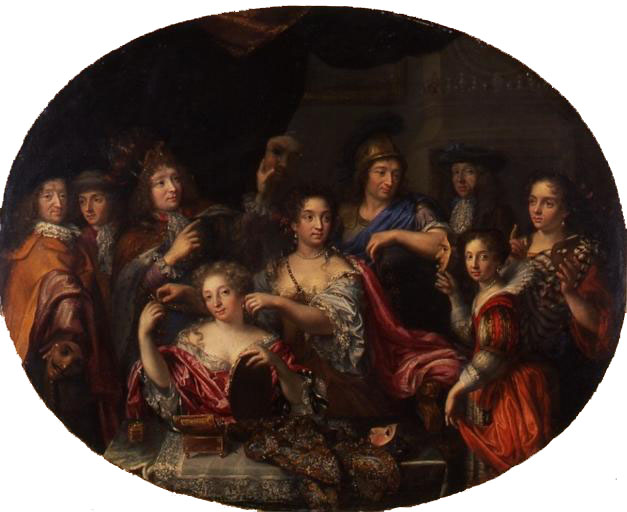
Départ pour un bal masqué (1683) musée Jean de La Fontaine.
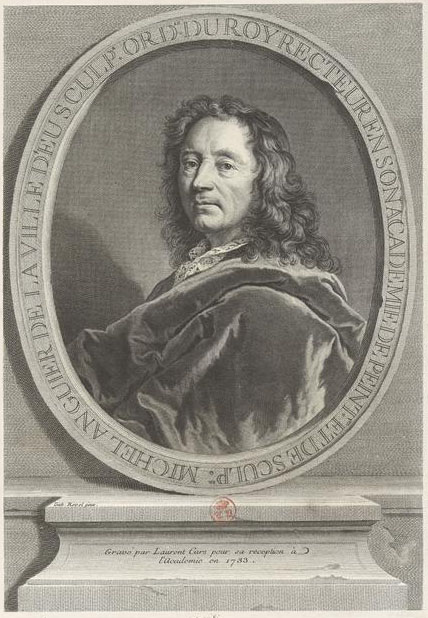
Michel Anguier par Cars d'après Revel (1733) château de Versailles.
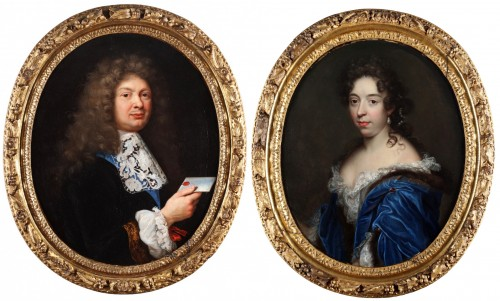
collection privée, France

## Collections publiques
- Portrait de Jean Dubois (vers 1680), musée des beaux-arts de Dijon[2]
- Portrait de François Girardon (vers 1683), huile sur toile, 111 × 89 cm, château de Versailles[3]
- Réunion de Portraits. Départ pour un bal masqué ou portrait de Madame Le Moine et de sa famille (1683), huile sur toile, 77 × 96 cm, musée Jean de La Fontaine, Château-Thierry[4]
- Portrait de groupe (1686), Portland Art Museum
- Allégorie de la Justice (1688), Parlement de Bourgogne, Dijon
- Sainte Anne et saint Joachim (1689), huile sur toile, 149 × 110 cm, musée des beaux-arts de Dijon[5]
- L'Adoration du Sacré-Cœur de Jésus (vers 1690), huile sur toile, 243 × 223 cm, Beaune, Collégiale Notre-Dame[6]
- Portrait de Pierre Palliot (1698), Burin, 26 × 19 cm, musée des beaux-arts de Dijon[2]
- Portrait d'Hugues Bernard de La Croix (vers 1700)[2]

Dates non documentées
- La Légende de saint Crépin et saint Crépinien (paire), Château-Thierry, église paroissiale Saint-Crépin[7]
- La Résurrection de Lazare, musée d'art sacré de Dijon
- La Prédication de saint Jean-Baptiste, musée d'art sacré de Dijon
- Portrait de femme en noir, Parlement de Bourgogne, Dijon
- Portrait de Marie Héricart, Madame La Fontaine, abbaye de Montserrat, Espagne
- Portrait de Michel Anguier gravé par Laurent Cars, château de Versailles